# Balm (Floride)
Balm est une census-designated place du comté de Hillsborough, dans l'État de Floride, aux États-Unis,. En 2020, elle compte une population de 6 541 habitants.